# Nigel Richards
Pour les articles homonymes, voir Richards.
Nigel Richards, né en 1967, est un joueur néo-zélandais de Scrabble, résidant en Malaisie. Doté d'une mémoire et d'une capacité d'analyse phénoménales, il est considéré comme le meilleur joueur mondial de Scrabble actuel.

## Parcours en championnats
Il est quadruple champion du monde de Scrabble anglophone après sa victoire en 2018. Il avait également remporté le titre en 2007 (devant le Malaisien Ganesh Asirvatham et le nigérian Wellington Jighere)  en 2011 (contre l'Australien Andrew Fisher) et en 2013 contre le Thaïlandais Komol Panyasophonlertet, tout en ayant été finaliste en 2009 (contre le Thaïlandais Pakorn Nemitrmansuk),
Il a remporté cinq fois le National Scrabble Championship des États-Unis, en 2008 puis de 2010 à 2013. Nigel Richards est le seul joueur à avoir été à la fois champion du monde et des États-Unis la même année, la difficulté étant que ces deux championnats se jouent avec des dictionnaires de référence différents.
Richards est aussi le joueur le plus titré de l'histoire de la King's Cup, le plus grand tournoi de Scrabble anglophone au monde en termes de participation et de dotation. Il a gagné onze des vingt éditions qui ont eu lieu depuis 1989, dont sept des dix dernières.
En 2015, après seulement deux mois d'apprentissage du vocabulaire français et sans savoir pour autant parler la langue, il remporte le Championnat du monde de Scrab classique à Louvain-la-Neuve par deux victoires à une face au Gabonais Schélick Ilagou Rekawe et termine deuxième en duplicate derrière le Suisse David Bovet,,,.
En 2017, à Martigny, il remporte les trois titres de Champion du monde en duplicate au top, c'est-à-dire en ne manquant aucun coup en 17 parties, ce qui constitue un record absolu : duplicate en Élite (au top) devant le Français Thierry Chincholle, en Blitz devant le Français Jean-François Lachaud et en Paires, associé au Français Hervé Bohbot.
En 2018, à Mont-Tremblant, il réalise un quadruplé inédit, remportant à nouveau les trois épreuves de duplicate au top, ainsi que le classique contre l'Ivoirien Gueu Mathieu Zingbé.
Toujours en 2018, à Torquay, il remporte son quatrième titre anglophone, devenant pour la première fois champion du monde en titre dans les deux langues.
En 2024 il devient champion du monde de Scrabble hispanophone à Grenade. Il a une fois encore appris le vocabulaire sans pouvoir manier la langue. Sur les trois parties en duplicate qu’il a disputées, il ne commet aucune erreur lors de la deuxième et de la troisième.
En 2025, il devient champion du monde de Scrabble francophone au top en duplicate, en paires et au Blitz à Trois-Rivières au Québec.

## Comparaison d’habiletés en fin de partie
Nigel Richards se démarque des autres joueurs par la qualité de son jeu en fin de partie de Scrabble classique, lorsque, comme aux échecs, il n'y a plus de hasard et que l'on peut connaitre le meilleur coup à jouer de façon certaine. Selon une étude, il joue ses fins de partie de façon optimale à plus de 99%. Il n'effectue pas le meilleur coup une fois tous les 123 coups, alors que ses adversaires ayant été dans le top 10 des meilleurs du monde ratent le meilleur coup une fois sur deux. Quackle, un logiciel de Scrabble très populaire et puissant, se trompe quant à lui une fois tous les 25 coups.

## Palmarès

### En anglais
- Champion du monde anglophone : 2007, 2011, 2013, 2018
- Vice-champion du monde anglophone : 2009
- Champion des États-Unis : 2008, 2010, 2011, 2012, 2013
- Vainqueur de l'International de Thaïlande : 2000, 2000[9], 2001, 2002, 2004, 2006, 2007, 2011, 2013, 2014, 2015, 2016,2018.
- Vice-champion de l'International de Thaïlande : 1999, 2005, 2008, 2019

### En français
| Épreuve                 | 2015               | 2016               | 2017                                | 2018                                | 2019                               | 2025                                   |
| Scrabble classique      | Scrabble classique | Scrabble classique | Scrabble classique                  | Scrabble classique                  | Scrabble classique                 | Scrabble classique                     |
| ----------------------- | ------------------ | ------------------ | ----------------------------------- | ----------------------------------- | ---------------------------------- | -------------------------------------- |
| Championnat du monde    | Champion           | 4e                 | 7e                                  | Champion                            | 5e                                 | 15e                                    |
| Scrabble duplicate      |                    |                    |                                     |                                     |                                    |                                        |
| Ch. du monde élite      | 2e (-8)            | 3e (-54)           | Champion (top)                      | Champion (top)                      | Champion (top)                     | Champion (top)                         |
| Ch. du monde de blitz   | 47e (-295)         | 27e (-213)         | Champion (top)                      | Champion (top)                      | Champion (top)                     | Champion (top)                         |
| Ch. du monde par paires | non inscrit        | non inscrit        | Champion (top) (avec Hervé Bohbot ) | Champion (top) (avec Hervé Bohbot ) | Champion (-1) (avec Hervé Bohbot ) | Champion (top) (avec Hervé Bohbot ) \| |